# Half-Life 2: Episode Two
Half-Life 2: Episode Two er den anden del af trilogien af udvidelsesepisoder til first-person shooter computerspillet Half-Life 2, fra 2004. Spillet forudsætter ikke at det originale Half-Life 2 er installeret.

## Historie
Anden episode finder sted umiddelbart efter slutningen af Episode 1. Gordon Freeman vågner op i de haverede rester af det tog som ham og Alyx Vance flygtede ud af City 17 i. Han genforenes kort efter med Alyx som bærer på et memorystick, med oplysninger fra Judith Mossman der kunne hjælpe den hårdt prøvede oprørshær der har regrupperet sig i basen "White Forest" med at endegyldigt at besejre resterne af The Combine's hær på Jorden, men på vejen igennem et nedlagt mineområde bliver Alyx angrebet af en Combine hunter, og bliver efterladt kraftigt såret. En Vortigaunt tager Alyx og Gordon til en mine, for at hente et sekret fra Xen Antlionerne der skal bruges til Alyxs helbredelse. Midt i helbrednings ritualet dukker G-Man op og beder Gordon om at føre Alyx sikkert til White Forest, da hun skal overbringe en besked til hendes far, Eli Vance.
Resten af rejsen til White Forest fortager Gordon og Alyx i en genopbygget bil, skarpt forfulgt af Combines soldater og synths, og undervejs støder de også på en rådgiver (advisor), en af The Combines mystiske ledere.
Gordon og Alyx når til sidst frem til White Forest, som er i gang med at forbedre sig på en satellit opsending der har til formål at lukke det hul i dimensionerne som Citadelens kollaps skabte, og dermed endegyldigt forhindre The Combine i at tilkalde forstærkninger. Alyx får endeligt afleveret beskeden fra Mossman til Isaac Kleiner og Eli, og de viser sig at omhandle Borealis, et forskningsskib bygget af Aperture Science der pludseligt forsvandt fra jordens overfalde og tog en del af den havn den var fortøjet til med sig, præcis hvad lasten var bliver ikke specificeret, men det antydes at den indeholder noget der kunne forudsige en gentagelse af hændelsen i Black Mesa. Beskeden vækker også noget i Alyxs underbevidst, og hun går i trance og fremsiger beskeden fra G-man. Eli er chokeret over dette, og da Alyx kommer til sig selv, afleder han hendes opmærksomhed, hvorpå han fortæller Gordon, at han også har mødt G-man, og omtaler ham som "vores fælles ven", og lover Gordon at fortælle ham mere senere.
White Forest bliver nu invaderet af The Combine der vil forhindre opsendelsen af satellitten, og Gordon bliver sendt ud på frontlinjen for at bruge Arne Magussons nyopfundne våben imod deres Striders.
Efter at angrebet er blevet slået tilbage, opsender White Forests videnskabshold satellitten, som viser sig at virke efter hensigten. Eli minder Gordon om at der stadig er et problem i det Borealis' last stadig findes, og sammen med Alyx går de ned til en hangar, hvor en helikopter står lageret, men her bliver de angrebet af to rådgivere, der dræber Eli imens Gordon og Alyx bliver holdt fast. Dog hører dog Alyxs råb om hjælp, og springer ind af et vindue og angriber og sårer den ene rådgiver og jager dem begge på fulgt, hvilket får dem til at slippe deres tag i Gordon og Alyx, og sidstnævnte lander på på gulvet af hangaren. Spillet slutter imens Gordon mister bevidstheden, og Alyx holder Elis lig i sine arme og tigger ham om ikke at forlade hende.